# Рінгеріке (комуна)
Рінгеріке — комуна у фюльке Бускеру у Норвегії. Це частина традиційного району Рінгеріке. Адміністративний центр комуни — місто Генефосс.
Комуну Рінгеріке утворено 1 січня 1964 року після злиття міста Генефосс і сільських комун Голе, Нордергов, Тирістранд і Адал. Однак 1 січня 1977 року територія Голе була виведена зі складу комуни Рінгеріке, та знову стала окремою комуною. Історичний район Рінгеріке включав не лише сучасний муніципалітет Рінгеріке, але й Голе, Кродшерад, Модум і Сіґдал.

## Опис

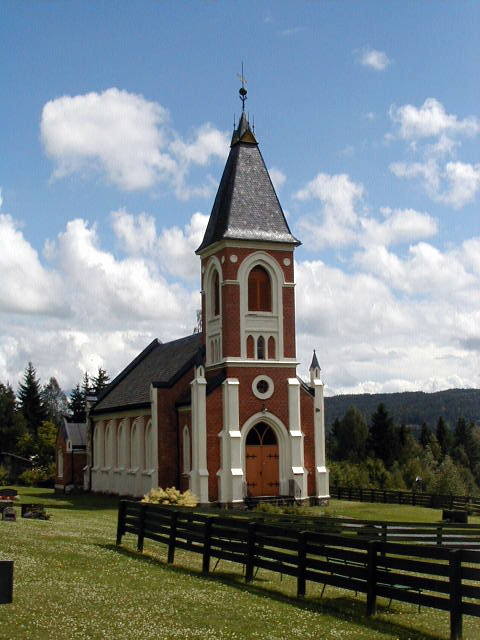
Вемська церква

Комуна Рінгеріке утворена 1 січня 1964 року, після муніципального злиття колишніх комун Голе, Нордергов, Тирістранд і Адал. Невелика частина комуни Фло також була включена до нової великої комуни. З 1 січня 1977 року Голе знову стала окремою комуною.
Рінгеріке розташована бл. 50 км на північний захід від Осло та має площу 1552 км². Мовою, якою розмовляють у комуні, зазвичай є діалект ringeriksmål, ådalsmål або hønefoss. Комуна межує на півночі з комунами Сьор-Аурдал і Землею Сондре; на сході — Гран, Євнакер, Луннер і Осло; на півдні Берумом, Гол і Модумом; а на заході — Кродшерад і Фло. Рінгеріке є міською комуною середнього розміру та найбільшим муніципалітетом лісової промисловості. Тут також активно займаються землеробством, розвивається й інша промисловість, торгівля та сфера послуг.
Центром комуни є населений пункт Генефосс, який отримав статус міста 1852 року. Станом на 2019 рік у місті близько 16 000 осіб. Воно є важливим автомобільним, залізничним та автобусним вузлом Норвегії. Щорічно в першій половині червня тут проходить найбільша велогонка країни — Гран-прі Рінгеріке.

## Етимологія
Давньоскандинавська форма цієї назви була Грінгарікі. Першим елементом є (ймовірно) родовий відмінок множини hringir від назви старогерманського племені. Останній елемент ríki — «королівство, рейх». Спочатку використовувалась для географічної території, набагато більшої за ту, що охоплює сучасну комуну, а саме ландшафтної області під назвою Рінгеріке. Джерела назви території сягають аж до перших королів, які жили в Рінгеріке до початку історії сучасної Норвегії.

## Герб

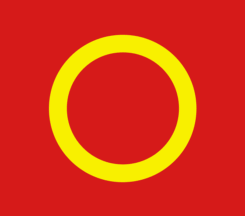
Прапор комуни

Герб затверджено 16 червня 1967 року. На ньому зображено золотий перстень на червоному тлі. Червоний і золотий кольори символізують королівську владу і є королівськими кольорами Норвегії. Кільце є символом єдності території, яка від середньовіччя була окремою цілісністю (навіть вважалася маленьким королівством). Прапор комуни має ті ж символи.

## Природа
Рінгеріке — це дуже різноманітна природна територія. Для району характерні витягнуті лісисті пагорби з великими озерами. На півдні територія відносно малозаселена, і є великі сільськогосподарські території, що розташувалися на місці відкладів, утворених під час останнього льодовикового періоду. На півночі ландшафт піднімається двома короткими гірськими хребтами та має долини.

### Заповідники в Рінгеріке

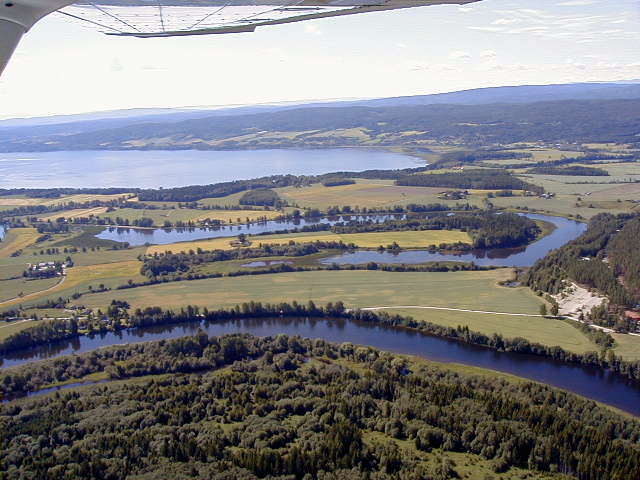
Сторелва, Синнерен (озеро Крук) і Нордфіорд із Голлеєю на задньому плані

Комуна Рінгеріке має низку природоохоронних територій різного статусу та розміру. Вони поділяються на рамсарські території (міжнародно важливі водно-болотні угіддя), природні заповідники, заповідники біотопів, ландшафтні заповідники та пам'ятки природи. Рінгеріке співпрацює з сусідніми комунами для охоронної роботи територіях, що знаходяться у декількох районах.
На території Рінгеріке є п'ять Рамсарських територій, які є частиною водно-болотної системи Тіріфьорден і складаються з трьох меандрових озер та двох прісноводних дельт. Це міжнародно важливі водно-болотні угіддя, де живуть перелітні та гніздові осілі птахи та інші тварини, є унікальна флора. Загальна площа Рамсарських територій становить приблизно 323 гектари, переважна більшість яких є мілководними ділянками з прісною водою.

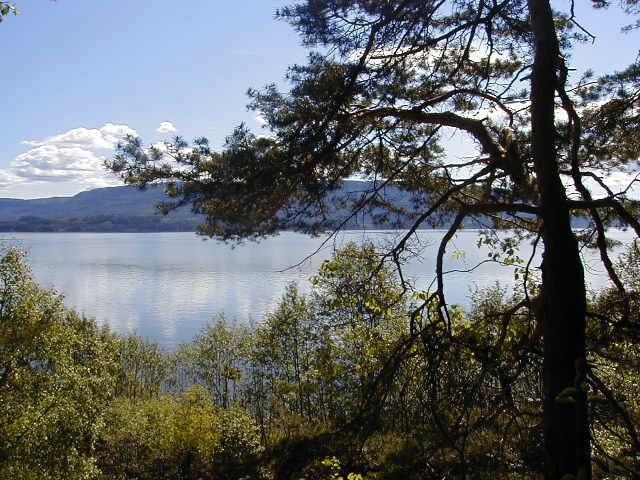
Тіріфіорд

- Природний заповідник Аверойя (дельта біля витоку Сторелви)
- Природний заповідник Юверен (озеро у нижній частині Сторелва)
- Природний заповідник Карлсрудтанген (дельта біля витоку Соньї)
- Заповідник Ламіра (заросле озеро в нижній частині Сторелви)
- Природний заповідник Синнерен (озеро у нижній частині Сторелва)

### Геологія
Територія Рінгеріке складається з корінних порід первісних часів Землі (докембрій); сланців, вапняків та пісковиків з кембрійського силуру, лави з кам'яновугільного періоду та відкладів з льодовикового періоду. Рельєф утворений тропічним морем, супервулканами і потоками лави. Корінні породи багаті скам'янілостями. Розкопки залишків первісних риб у цьому районі в 1900-х роках було важливим для розуміння розвитку життя на земній кулі. Територія навколо Штайнсфьордену є місцем у Норвегії з найбільшою кількістю охоронних територій, все через свою унікальну геологію і ландшафт. Пагорби навколо рукава фіорду складаються з нахилених осадових камбросилурійських порід, які легко вивітрюються. Це надає пагорбам характерну форму.

## Клімат

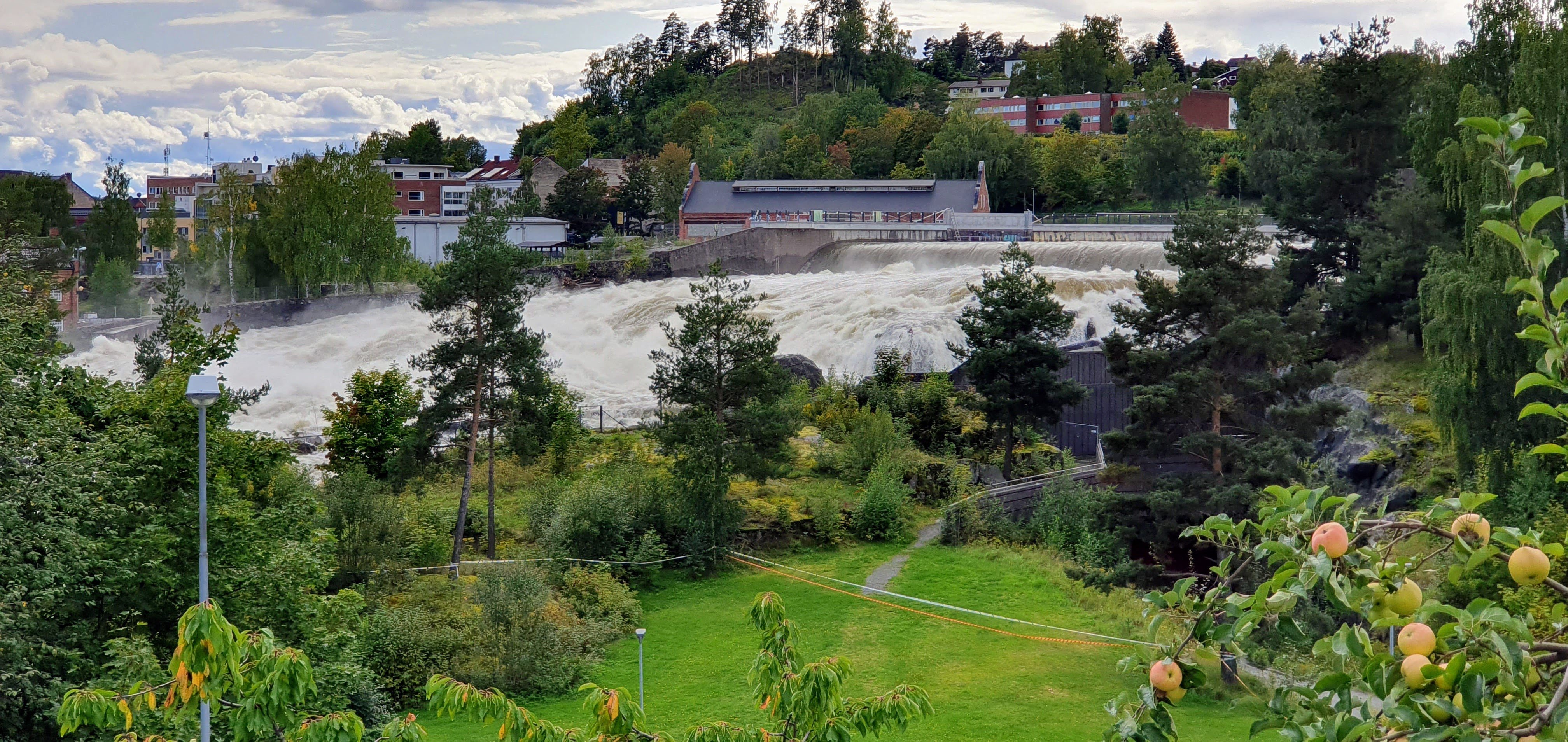
Повінь 28 серпня 2023 року

Рінгеріке має вологий континентальний клімат з відносно теплим літом і холодною сніжною зимою. В липні 2018 року було зареєстровано історичний максимум 33,7 °C (92,7 °F), а в січні 2010 року — історичний мінімум −25,7 °C (−14,3 °F).
| Клімат Хьонефос 1991-2020 (HØYBY, 140 м, середня/найнижча 2006-2017 рр., екстремальні 2005-2020 рр., кількість опадів 1961-90 рр.) | Клімат Хьонефос 1991-2020 (HØYBY, 140 м, середня/найнижча 2006-2017 рр., екстремальні 2005-2020 рр., кількість опадів 1961-90 рр.) | Клімат Хьонефос 1991-2020 (HØYBY, 140 м, середня/найнижча 2006-2017 рр., екстремальні 2005-2020 рр., кількість опадів 1961-90 рр.) | Клімат Хьонефос 1991-2020 (HØYBY, 140 м, середня/найнижча 2006-2017 рр., екстремальні 2005-2020 рр., кількість опадів 1961-90 рр.) | Клімат Хьонефос 1991-2020 (HØYBY, 140 м, середня/найнижча 2006-2017 рр., екстремальні 2005-2020 рр., кількість опадів 1961-90 рр.) | Клімат Хьонефос 1991-2020 (HØYBY, 140 м, середня/найнижча 2006-2017 рр., екстремальні 2005-2020 рр., кількість опадів 1961-90 рр.) | Клімат Хьонефос 1991-2020 (HØYBY, 140 м, середня/найнижча 2006-2017 рр., екстремальні 2005-2020 рр., кількість опадів 1961-90 рр.) | Клімат Хьонефос 1991-2020 (HØYBY, 140 м, середня/найнижча 2006-2017 рр., екстремальні 2005-2020 рр., кількість опадів 1961-90 рр.) | Клімат Хьонефос 1991-2020 (HØYBY, 140 м, середня/найнижча 2006-2017 рр., екстремальні 2005-2020 рр., кількість опадів 1961-90 рр.) | Клімат Хьонефос 1991-2020 (HØYBY, 140 м, середня/найнижча 2006-2017 рр., екстремальні 2005-2020 рр., кількість опадів 1961-90 рр.) | Клімат Хьонефос 1991-2020 (HØYBY, 140 м, середня/найнижча 2006-2017 рр., екстремальні 2005-2020 рр., кількість опадів 1961-90 рр.) | Клімат Хьонефос 1991-2020 (HØYBY, 140 м, середня/найнижча 2006-2017 рр., екстремальні 2005-2020 рр., кількість опадів 1961-90 рр.) | Клімат Хьонефос 1991-2020 (HØYBY, 140 м, середня/найнижча 2006-2017 рр., екстремальні 2005-2020 рр., кількість опадів 1961-90 рр.) | Клімат Хьонефос 1991-2020 (HØYBY, 140 м, середня/найнижча 2006-2017 рр., екстремальні 2005-2020 рр., кількість опадів 1961-90 рр.) |
| Показник | Січ. | Лют. | Бер. | Квіт. | Трав. | Черв. | Лип. | Серп. | Вер. | Жовт. | Лист. | Груд. | |
| Абсолютний максимум, °C | 13 | 14,2 | 20,5 | 23,9 | 30,1 | 31,1 | 33,7 | 28,9 | 24,7 | 19,2 | 15,7 | 12,2 | |
| Середній максимум, °C | −1,2 | −0,3 | 5,9 | 11,6 | 16,7 | 20,9 | 23,0 | 20,9 | 16,8 | 9,5 | 3,8 | −0,5 | |
| Середня температура, °C | −4,1 | −3,5 | 0,5 | 5,3 | 10,6 | 14,8 | 17,3 | 15,9 | 11,5 | 5,5 | 0,8 | −3,3 | |
| Середній мінімум, °C | −7,4 | −6,8 | −3,2 | 0,8 | 5,6 | 9,8 | 12,5 | 11,2 | 7,7 | 2,7 | −1 | −5,9 | |
| Абсолютний мінімум, °C | −25,7 | −24,7 | −19 | −9,3 | −3,2 | 2,7 | 5,2 | 1,8 | −2,8 | −8,3 | −16,2 | −21,8 | |
| Норма опадів, мм | 34 | 25 | 27 | 32 | 55 | 69 | 73 | 85 | 65 | 62 | 50 | 32 | |
| Днів з опадами | 8 | 6 | 7 | 7 | 9 | 9 | 11 | 10 | 10 | 10 | 9 | 8 | |
| --- | --- | --- | --- | --- | --- | --- | --- | --- | --- | --- | --- | --- | --- |

## Економіка

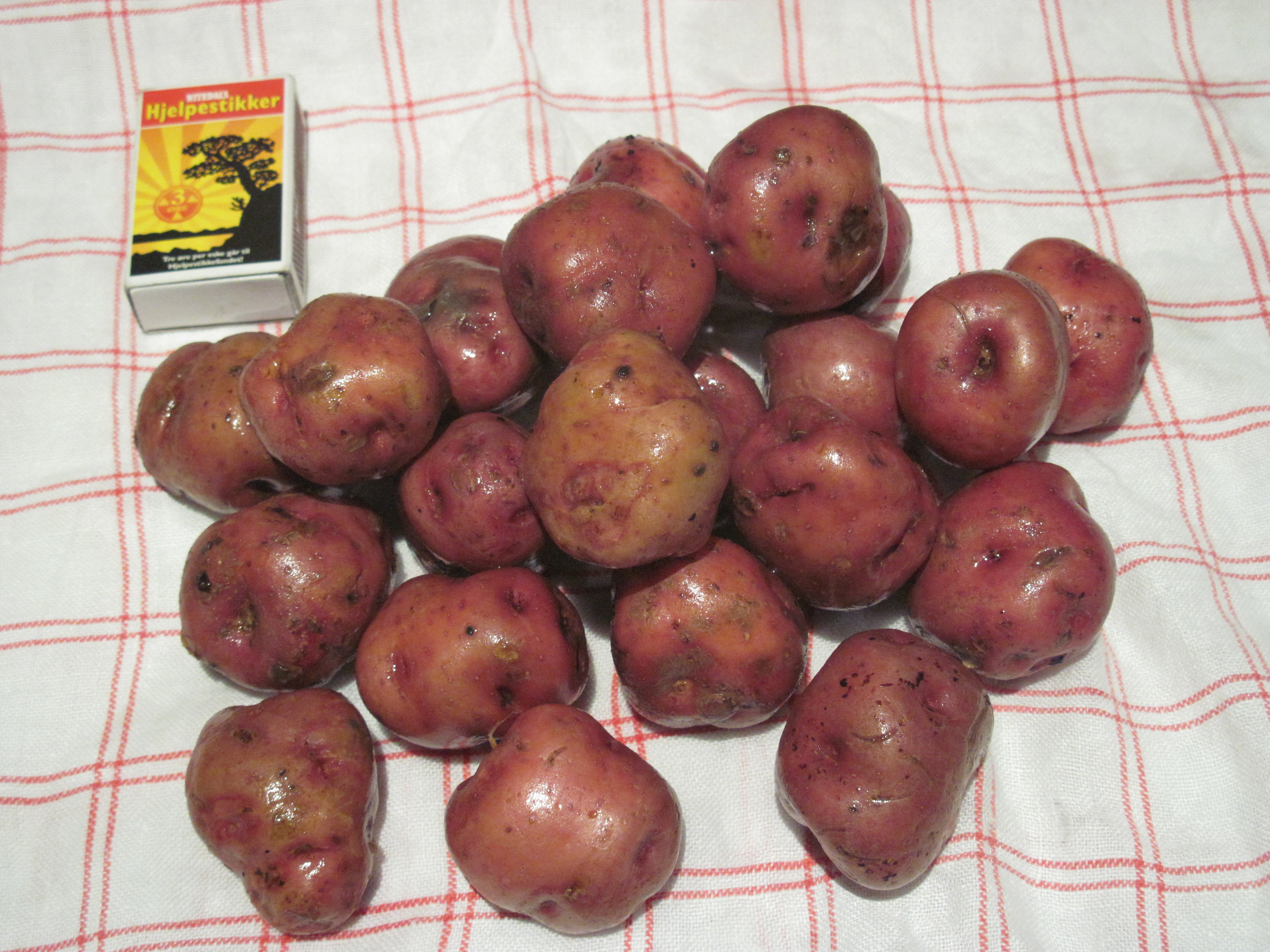
Картопля Рінгеріке (Ringerikspotet)

Рінгеріке славиться двома продуктами сільського господарства — картоплею Рінгеріке (норв. Ringerikspotet) і горохом Рінгеріке (норв. Ringeriksert). Йенс Аабель першим почав вирощування картоплі Рінгеріке приблизно в 1867 році. Горох Рінгеріке отримав PDO (захищене позначення походження). У червні 2007 року картопля Рінгеріке отримала «захищене географічне зазначення» (PGI) під назвою Ringerikspotet fra Ringerike. Зараз цю особливу картоплю виробляють шість фермерів в Аск в Рінгеріке. Більшість картоплі продається в Осло.

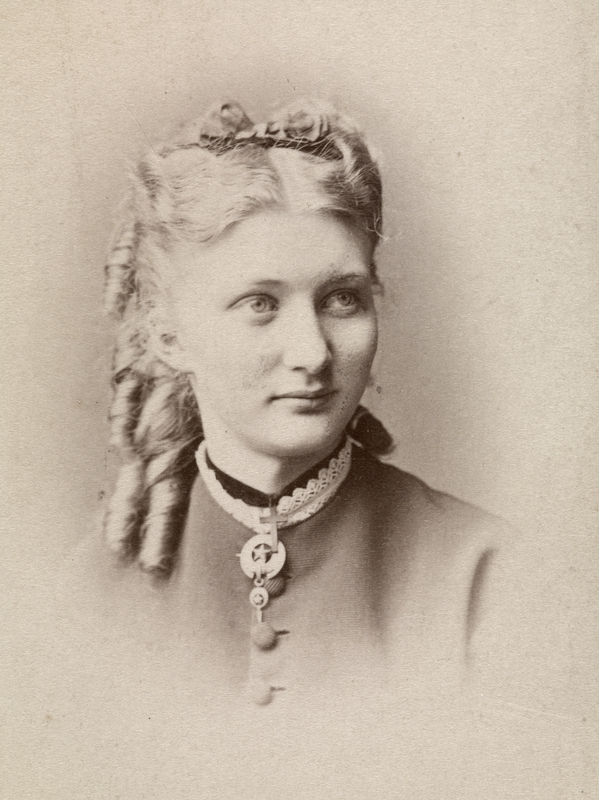
Андреа Грам

## Відомі жителі
- Гаральд III Суворий (1015—1066) — норвезький король (1046—1066)
- Гельге Еллінгсен Ваагаард (1781, Нордерхов — 1817) — фермер і унтерофіцер, представник на норвезьких Установчих зборах
- Майкл Ферден (1836, Нордерхов — 1912) — норвезький священник і письменник
- Андреа Грам (1853, Аск — 1927) — норвезька художниця-пейзажистка і портретистка
- Рольф Булл-Гансен (1888, Нордерхов — 1970) — норвезький педагог і письменник
- Еллінг М. Солгейм (1905, Нордерхов — 1971) — поет, драматург і автор оповідань
- Олав Бренден (1919, Нордерхов — 1989) — норвезький фармацевт, фахівець з ліків і винахідник
- Олав Асгейм (1921, Рінгеріке — 1948) — член фашистської партії Національна єдність під час Другої світової війни
- Ейвінд Фелд Галворсен (1922, Рінгеріке — 2013) — норвезький філолог
- Арільд Гім (1945, Рінгеріке) — політик і колишній член парламенту
- Бйорн Кьос (1946, Сокні) — засновник і генеральний директор Norwegian Air Shuttle
- Бйорн Скогмо (1948, Євнакер — 2020) — письменник
- К'єлл Б. Гансен (1957—2020) — політик, мер Рінгеріке у 2007—2019 роках
- Борд Фриденлунд (1972, Рінгеріке) — письменник та історик, генеральний директор Eidsvoll 1814

- Ренді Торвальдсен (1925—2011) — ковзаняр
- Ерік Гаген (1975, Веме) — футболіст, який провів 360 матчів за клуб і 28 за збірну Норвегії
- Руне Гаген (1975, Веме) — колишній норвезький футболіст, який провів 280 матчів за клуб
- Тор Ойвінд Говда (1989, Рінгеріке) — норвезький футболіст, який провів 250 матчів за клуб

## Міжнародні зв'язки
Міста-побратими Рінгеріке:
- Обенро, Південна Данія, Данія
- Лог'я, Південна Фінляндія, Фінляндія
- Еммелорд, Флеволанд, Нідерланди[9]
- Скаґастрьонд, Ісландія
- Векше, Крунуберг, Швеція
- Вера, Альмерія, Іспанія[10] в 1989

## Галерея

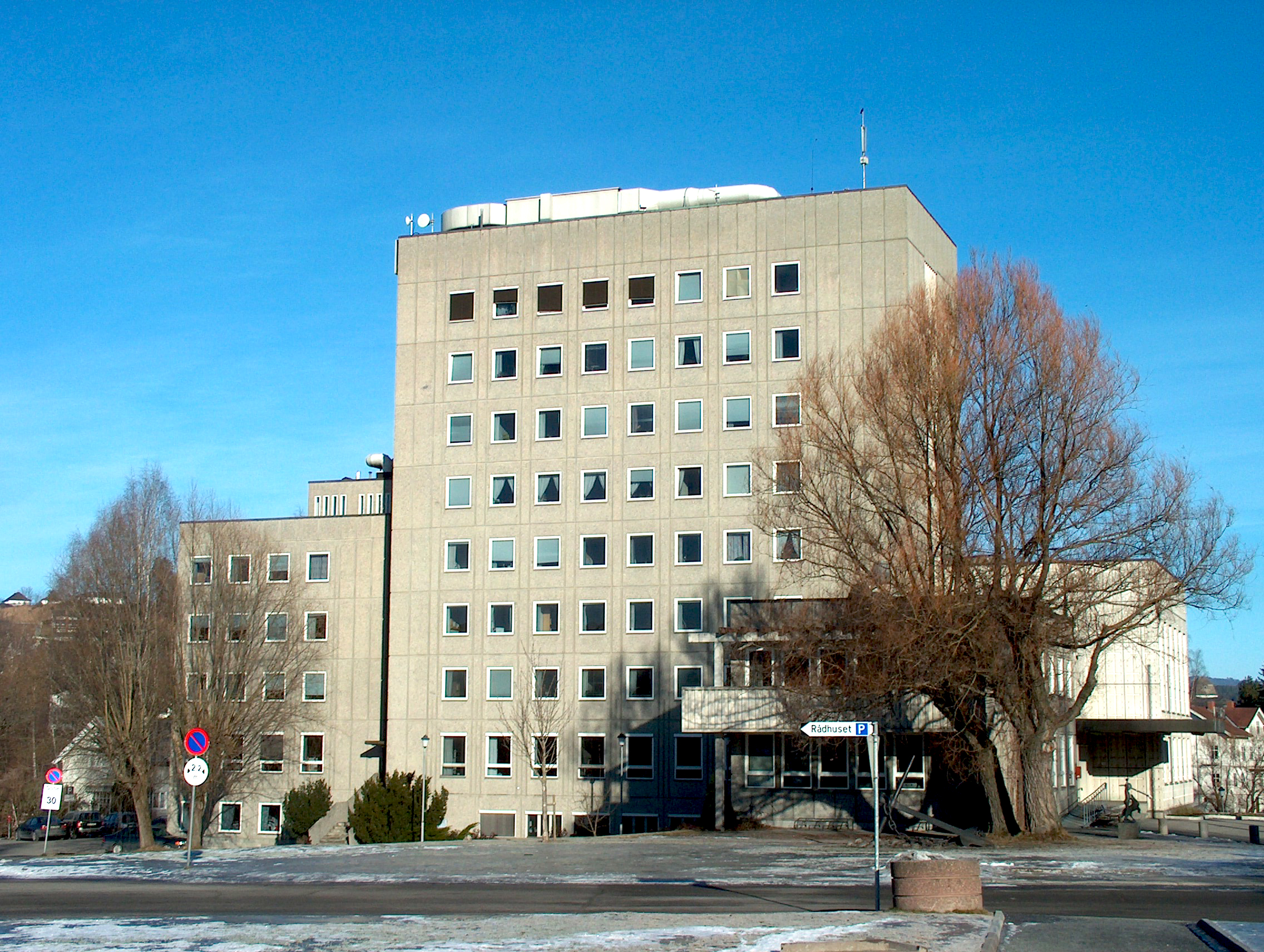
Ратуша Рінгеріке
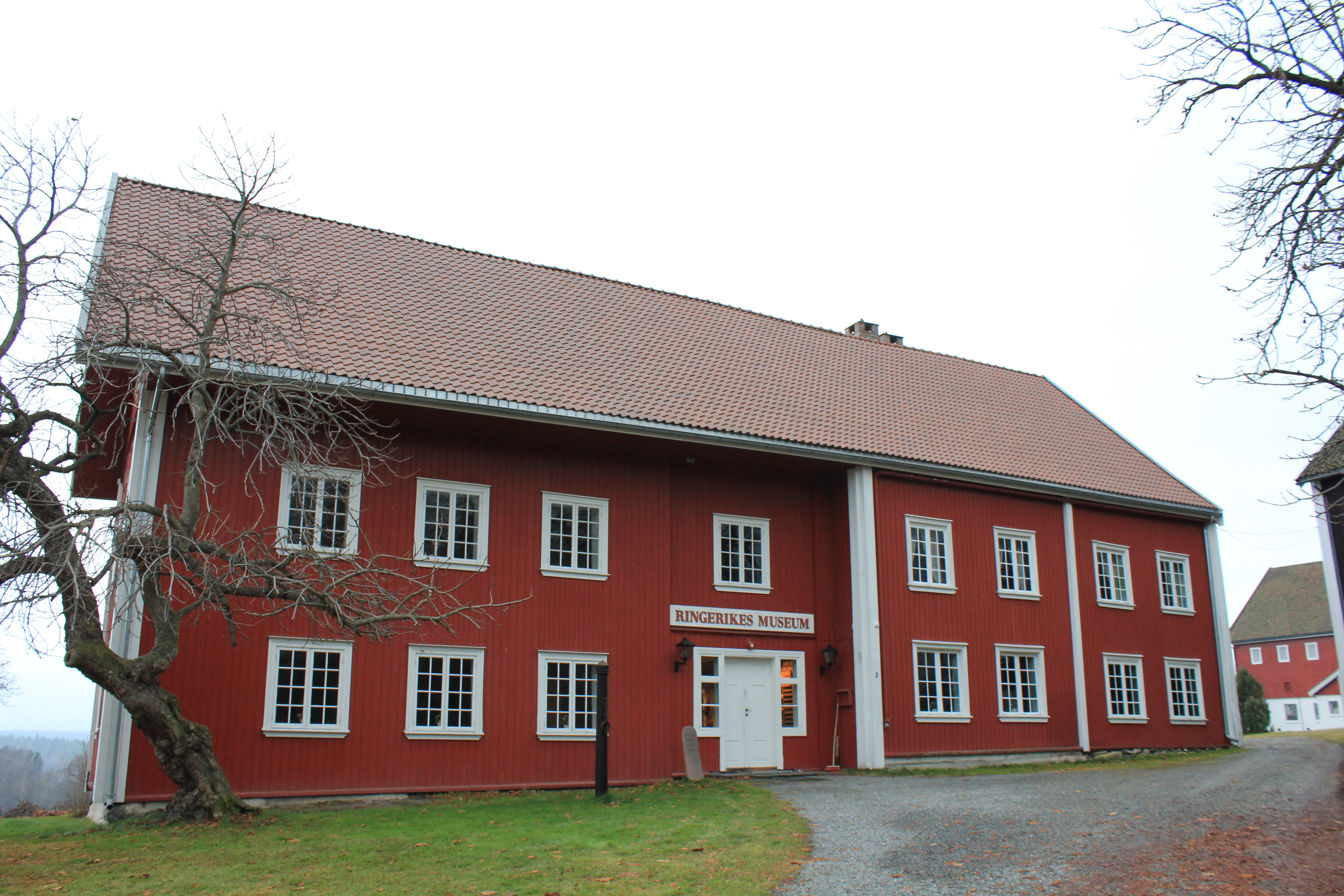
Музей Рінгерікеса
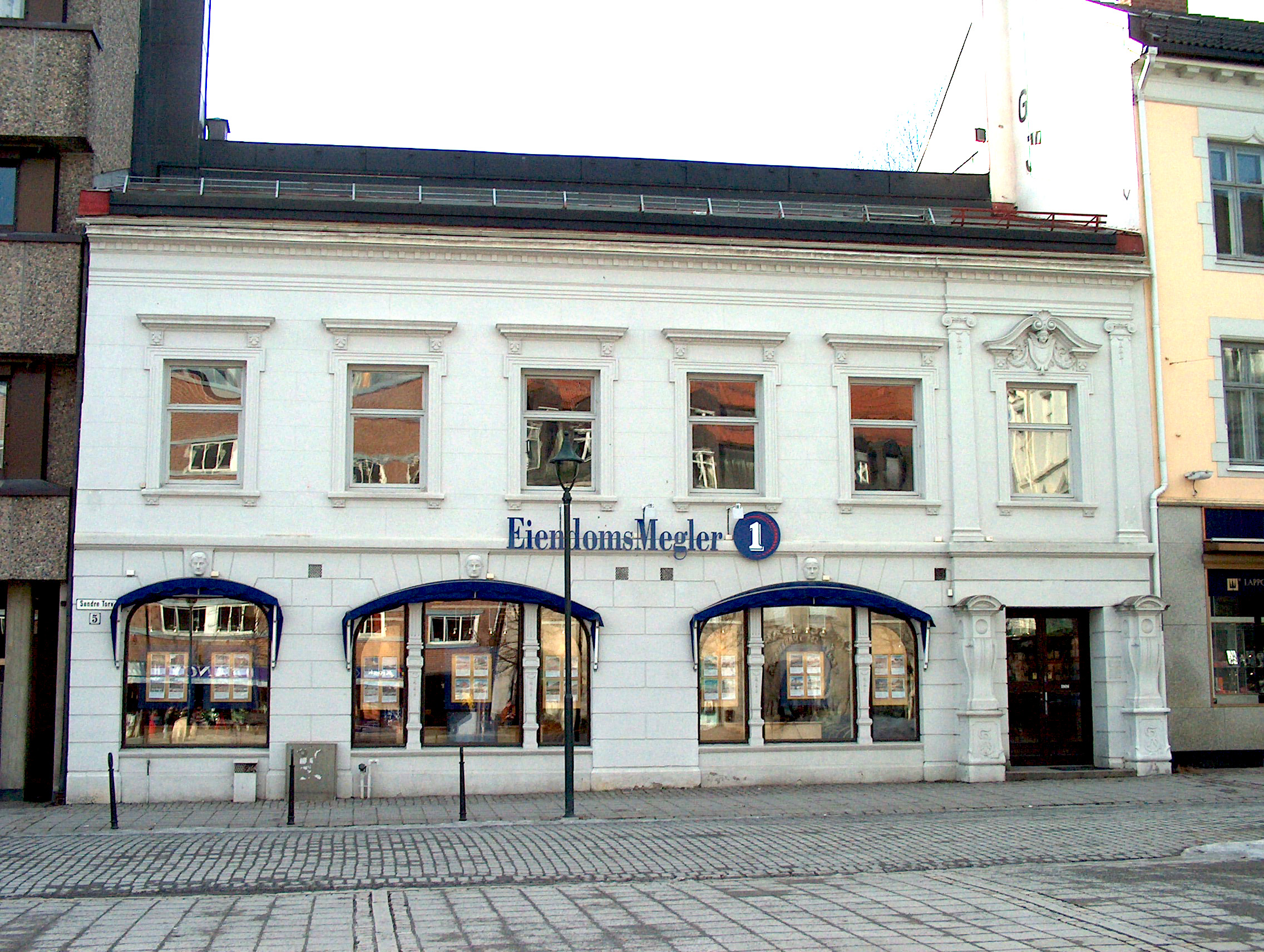
Tandberggården в Гьонефоссі
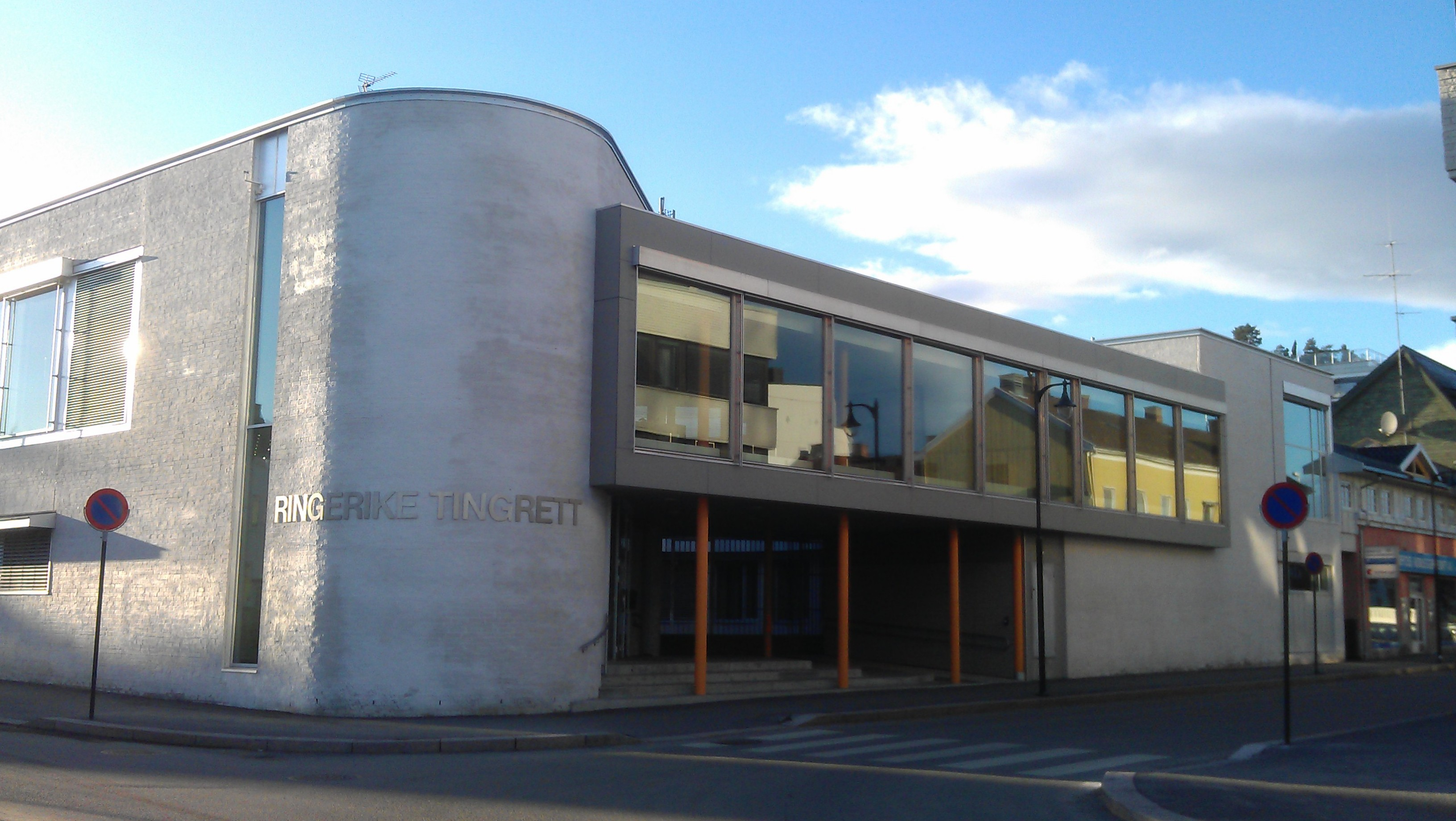
Районний суд Рінгеріке
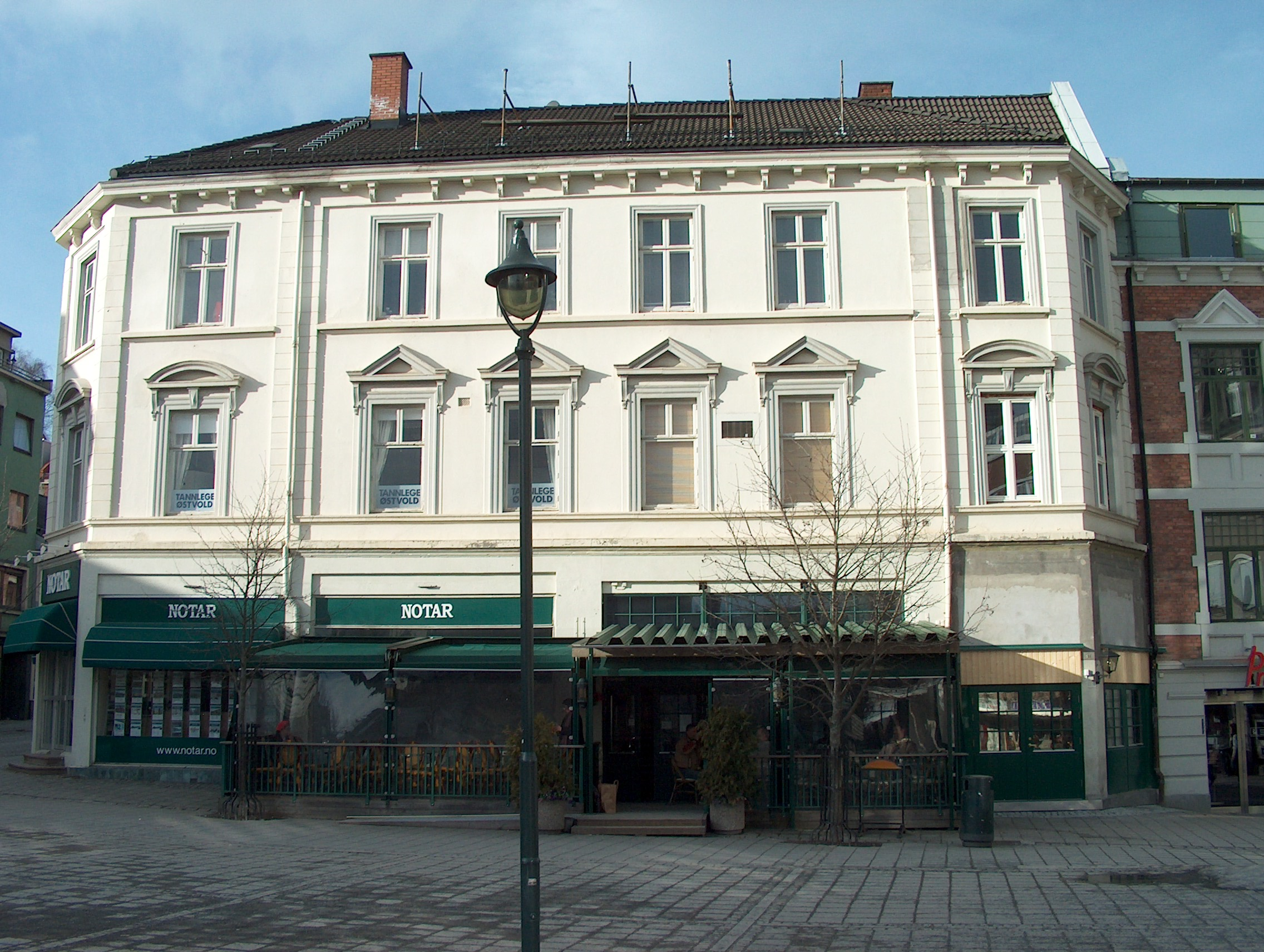
Skøiengården у Søndre Torv у Hønefoss
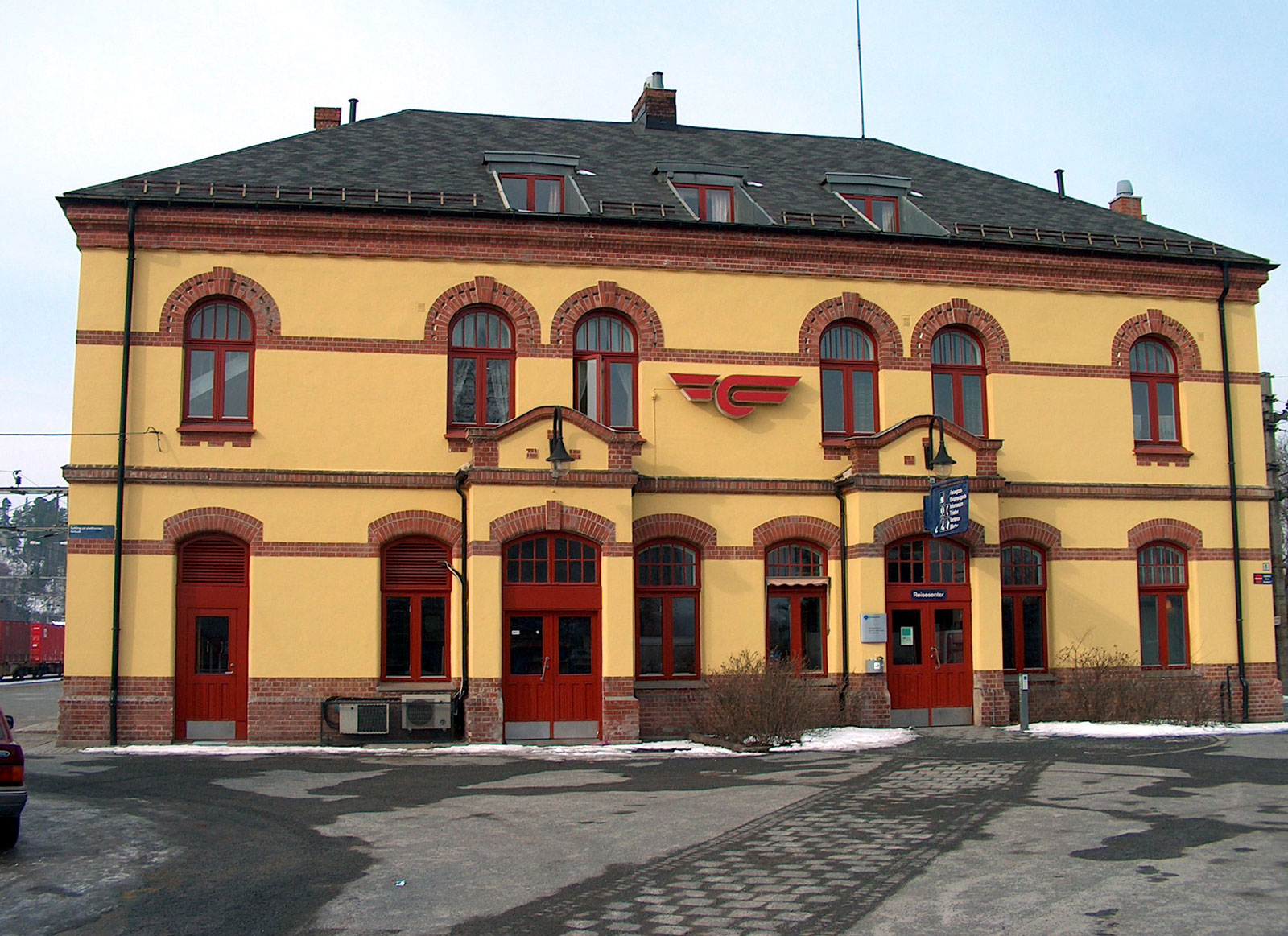
Залізнична станція Hønefoss
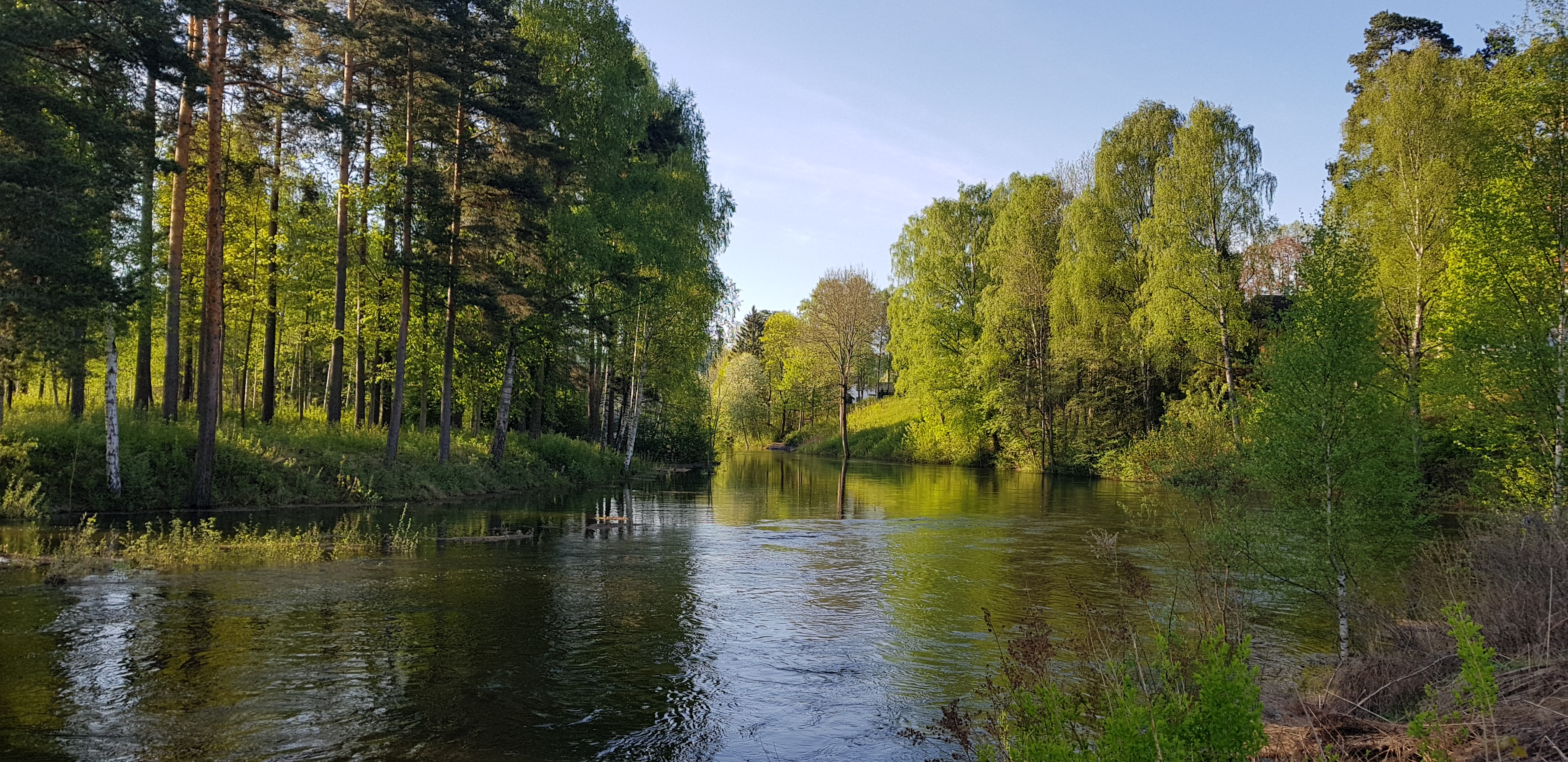
Петерсоя та Сторелва під час весняної повені у 2018 році
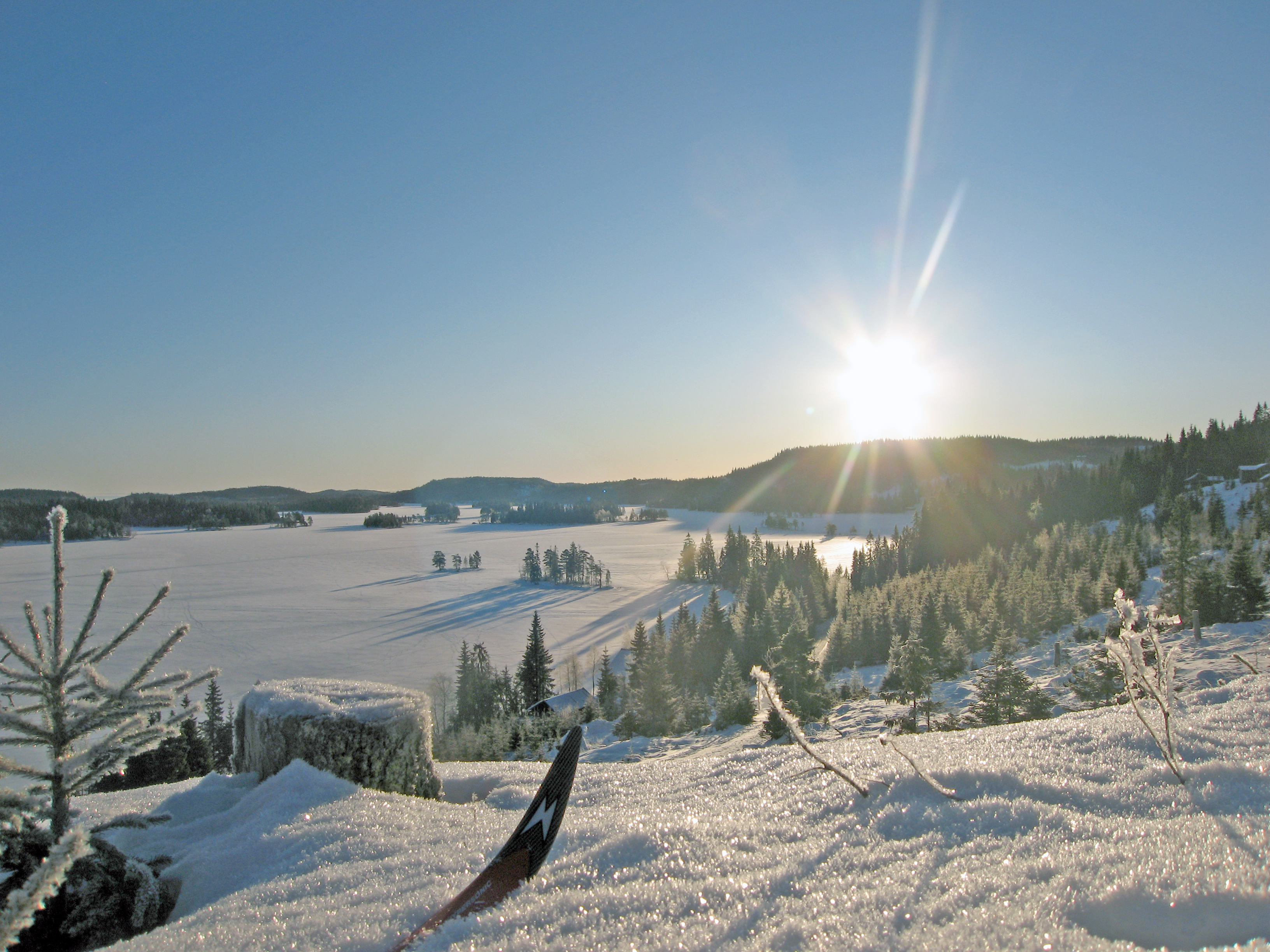
Зимовий пейзаж на озері Оянген
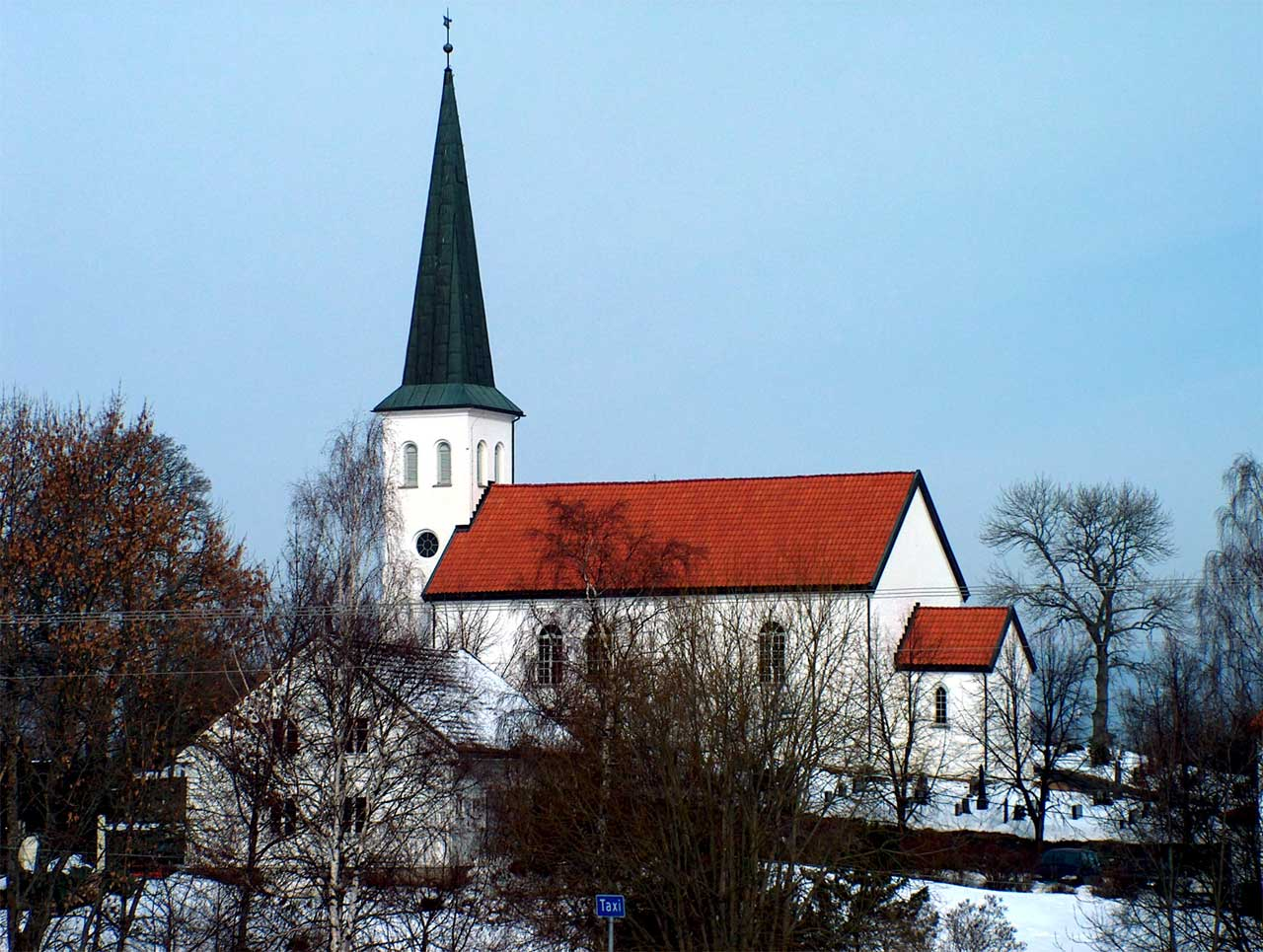
Церква Хауг